# Departamentul Borgou
Departamentul Borgou este o unitate administrativă de gradul I  a Beninului. Reședința sa este orașul Parakou.